# Амда Сейон II
Амда Сейон II — негус Ефіопії з Соломонової династії. Був сином Ескендера від другої дружини батька Ескендера Баеди Мар'яма I.
Правив менше шести місяців. Його правління пройшло у боротьбі за престол з На'одом, що завершилась смертю імператора.